# Lahouari Chaïb
Pour les articles homonymes, voir Chaïb.
Lahouari Chaïb est un footballeur international algérien né le 14 janvier 1952 à Oran. Il évoluait au poste de défenseur.

## Biographie
Lahouari Chaïb reçoit quatre sélections en équipe d'Algérie entre 1974 et 1975 plus deux matchs d'applications. Il joue son premier match en équipe nationale le 7 avril 1974, en amical contre le Maroc (défaite 2-0). Il joue son dernier match le 2 janvier 1975, en amical contre l'Albanie (victoire 4-2).
Il joue pendant 14 saisons avec le club du MC Oran. Il remporte avec cette équipe, un titre de champion d'Algérie, et deux Coupes d'Algérie.

## Palmarès
- Champion d'Algérie en 1971 avec le MC Oran.
- Vainqueur de la Coupe d'Algérie en 1975 et 1984 avec le MC Oran.